# 北沢川 (東京都)

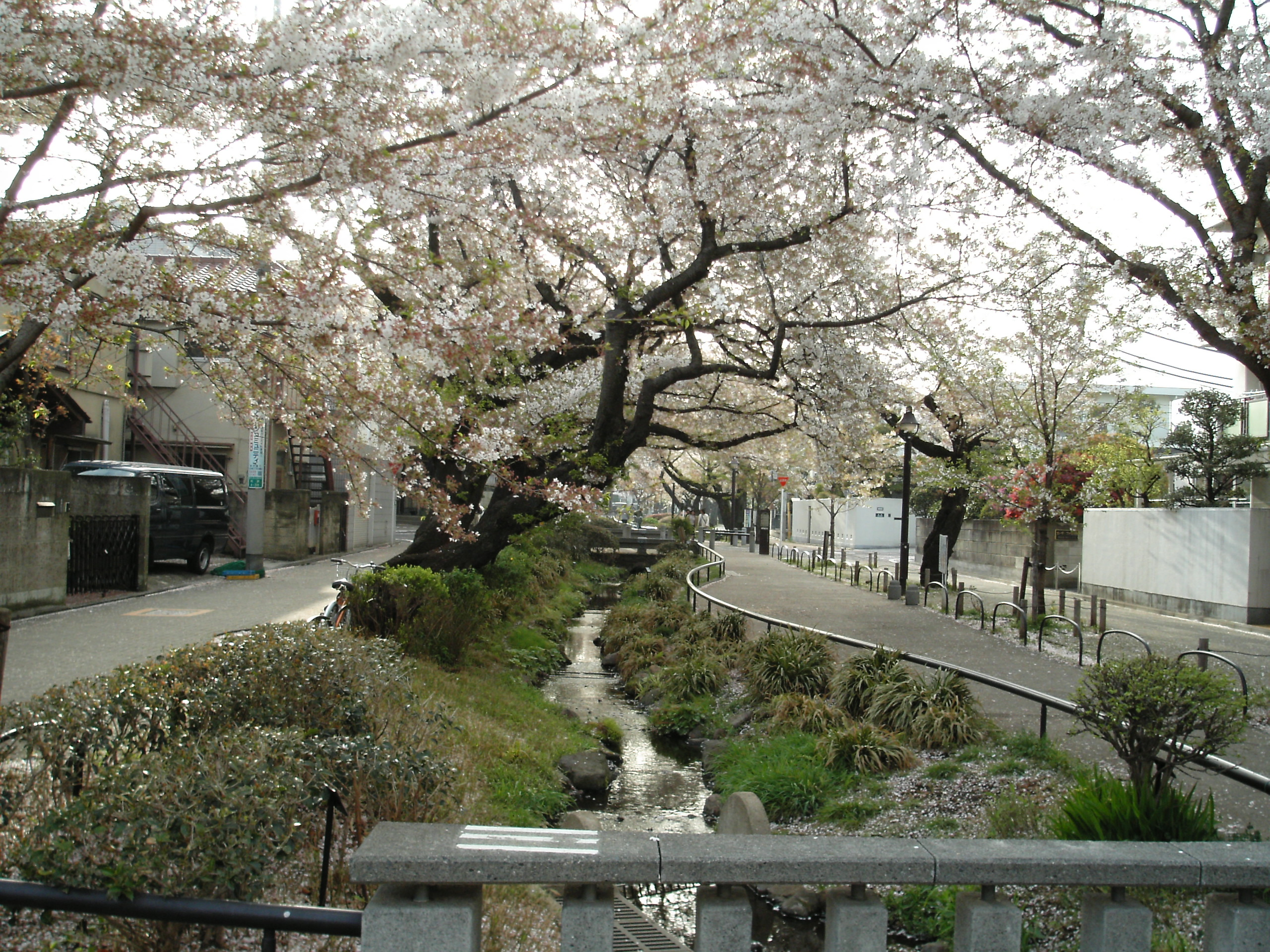
春の北沢川緑道、代沢三丁目付近。

北沢川（きたざわがわ）は、かつての目黒川の支流のひとつ。東京都世田谷区内を流れる二級河川であった。現在は全面的に暗渠化され、下水道に転用されている。

## 地理

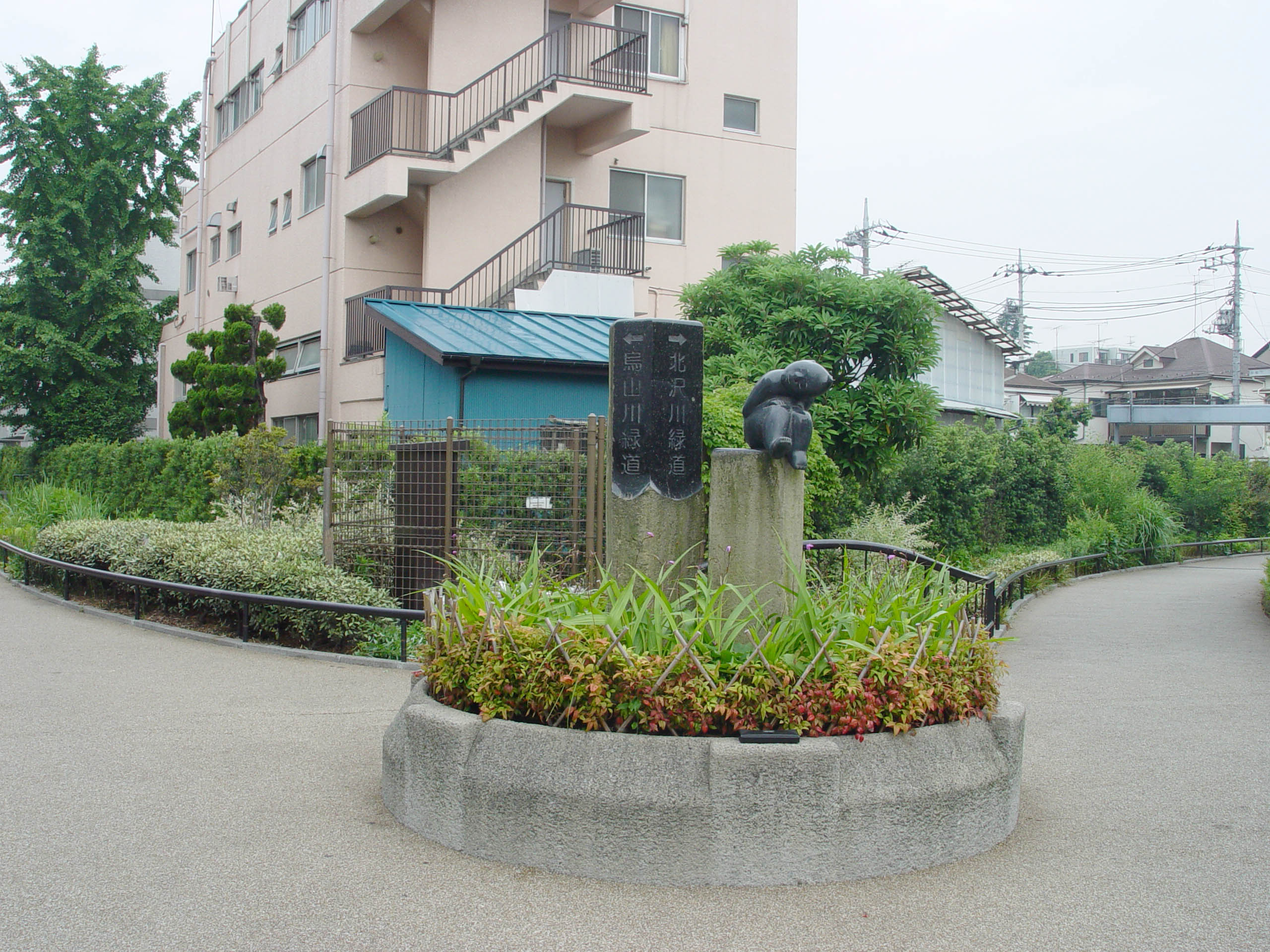
目黒川起点。右から北沢川が、左から烏山川が合流する。

本来の源頭地は東京都世田谷区上北沢、東京都立松沢病院付近。
これに、北方を流れる玉川上水からの分水を引き込んでいた。
病院付近から南東に向かい、経堂駅北方で東へ転流し、山下駅のすぐ北で東急世田谷線をくぐり、梅ヶ丘駅の東で小田急小田原線をくぐる。さらに東南東へ流下し、環七通り、茶沢通り、淡島通りを越え、池尻大橋駅西方で烏山川と出会い、目黒川となる。
通過する地域は、上北沢、桜上水、赤堤/宮坂、豪徳寺、松原/梅丘、代田、代沢、池尻/三宿の各地域（いずれも世田谷区内。"/"は境界を流れるの意）。

### 支流
左岸（流路北側）にのみいくつかの支流があった。いずれも暗渠となっている。特に名前のついているものは以下の2つ。
- 森巌寺川（しんがんじがわ） - 区立北沢中学校近辺から下北沢駅の東を通り、茶沢通りのルートを南下して、代沢小学校の端で北沢川に合流。
  - だいだらぼっち川 - 森厳寺川の支流。下北沢駅西方を南流。源頭はもと大きな湧水窪地で、「ダイダラ坊の足跡」であるとされ、これが「代田」の名の由来にもなったという[4][信頼性要検証]。

## 歴史と現況
元来は流量の少ない川だったが、1658年（万治元年）に玉川上水からの分水（北沢分水）を認められ、上水から水源地付近まで導水するようになった。以来、北沢用水として親しまれつつ、一帯の田畑を潤してきた。江戸時代の下北沢村開拓に密接に関係した歴史を持つ。
昭和に入るころから周辺の都市化が始まり、多くの都市河川と同様、水質の悪化が徐々に進行した。1970年代から1980年代にかけてほぼ全域を暗渠化。現在は下水道（北沢幹線）として利用されている。

### 北沢川緑道
平成になると暗渠地上部の緑道化が進められてきた。現在では、北沢川暗渠のほとんど全部（桜上水5丁目付近から下流）が緑道として整備されている。
1995年（平成7年）、東京都の「城南三河川清流復活事業」により、落合水再生センターからの高度処理水が目黒川（北沢川の下流）に通水された。
これを受けた世田谷区は都に交渉、「水質を劣化させることなく目黒川へ水を落とすこと」「費用はすべて区が負担すること」などを条件に処理水の一部の融通を受け、この水を利用して翌1996年（平成8年）より、目黒川の上流部にあたる北沢・烏山両河川暗渠上の緑道に沿って人工の“せせらぎ”（小川）を造成する作業を進めてきているが、北沢川については既に全計画区間（環七通りを横切る「宮前橋」より下流）の完成を見ており、随所に見られる桜並木とともに、区民の憩いの場として親しまれるようになってきている。せせらぎの計画水量は2,200m3。東京都との取り決めにより水質の劣化は許されないため、送られてきた高度処理水をさらに浄化した上で放流している。この水は、烏山川との合流地点以下では引き続き「目黒川緑道」を流れ、緑道の終了する池尻大橋地点近傍にて目黒川へと放流されている。
水辺には鯉、小魚、カモ類などが見られるほか、中流あたりにはザリガニが多く、子どもたちの格好の遊び相手となっている。
1997年、ふれあいの水辺（北沢川緑道）が手づくり郷土賞受賞。
一部のマンホールの近くなど、工事作業員の出入りがあるために、有害ガスの放出を行う通風口の近くでは、暗渠化された下水道を流れる下水の臭気が漂うことがある。

## ギャラリー

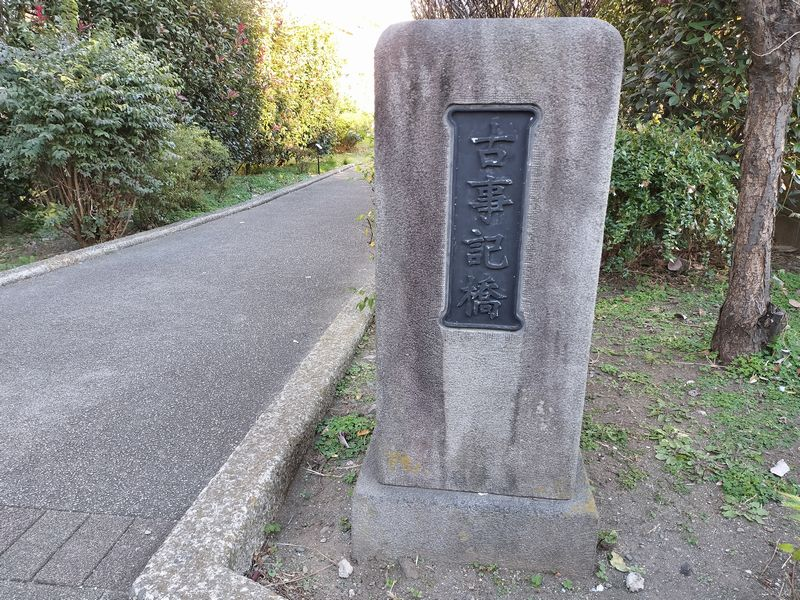
古事記橋跡（梅ヶ丘駅北口付近）